# Hrabstwo Sandusky
Hrabstwo Sandusky (ang. Sandusky County) – hrabstwo w stanie Ohio w Stanach Zjednoczonych. Obszar całkowity hrabstwa obejmuje powierzchnię 417,77 mil2 (1 082,02 km²). Według danych z 2010 r. hrabstwo miało 60 944 mieszkańców. Hrabstwo powstało 12 lutego 1820 roku, a jego nazwa pochodzi z języka hurońskiego i jest tłumaczona jako zimna woda.

## Sąsiednie hrabstwa
- Hrabstwo Ottawa (północ)
- Hrabstwo Erie (wschód)
- Hrabstwo Huron (południowy wschód)
- Hrabstwo Seneca (południe)
- Hrabstwo Wood (zachód)

## Miasta
- Bellevue
- Clyde
- Fremont

## Wioski
- Burgoon
- Elmore
- Gibsonburg
- Green Springs
- Helena
- Lindsey
- Woodville

## CDP
- Ballville
- Hessville
- Stony Prairie
- Vickery
- Wightmans Grove